# Дескриптивизм
Дескриптиви́зм, дескриптивная лингвистика (англ. descriptive «описательный» < позднелатин. descriptivus < descript- «записанный») — направление американской лингвистики 1920—1950-х годов. Основоположником дескриптивизма и его главным теоретиком считается Л. Блумфилд.
На формирование концепции дескриптивизма в решающей степени повлияла исследовательская практика учёных США, занимавшихся изучением языков и культур американских индейцев. Эти языки могли описываться лишь синхронно, у исследователей не было никаких данных об их истории; большие трудности вызывало членение текстов на слова, непонятными оказывались многие грамматические и лексические значения, исследователь не мог ввиду большой разницы культур свободно овладеть изучаемым языком и должен был постоянно обращаться с вопросами к его носителю-информанту. Более того, то, что удавалось узнать об этих языках, плохо сочеталось с привычными представлениями о том, как отображается мир в языке, в результате чего казавшиеся естественными и поэтому единственно возможными европоцентрические семантические модели, казалось, утрачивали свой универсальный статус.
Центральным методом дескриптивной лингвистики стало изучение дистрибуции (распределения) языковых единиц; в то же время дескриптивисты стремились не обращаться к их смыслу.
Другие названия этой школы:
- Американский структурализм
- Американская школа структурной лингвистики

На смену дескриптивизму в 1960-х годах в качестве «основы американской лингвистики» пришла трансформационная грамматика (см. также Ноам Хомский).

## Основные деятели
- Леонард Блумфилд
- Франц Боас
- Глисон, Генри Аллан (младший)
- Кеннет Пайк
- Эдуард Сепир
- Бенджамин Уорф
- Зелик Харрис

## В СССР
В СССР дескриптивная лингвистика оставалась практически неизвестной в период своего расцвета. К началу 1960-х гг., когда на русский язык был переведён основополагающий труд Г. Глисона «Введение в дескриптивную лингвистику», многие её проблемы уже утратили актуальность. Тем не менее, подходы, близкие к дескриптивной лингвистике, активно развивались в советской лингвистической педагогике в 1920—1940 гг. в связи с необходимостью быстрого создания большого количества учебников русского языка и местных языков для различных народов СССР.

## Теория и методология дескриптивизма
- Антропологическая лингвистика Ф. Боаса. Неприменимость традиционных методов лингвистик к описанию индейских языков.
- Типологическая концепция Э. Сепира, функции языка у Э. Сепира, идеи связи языка и культуры.
- Концепция Л. Блумфильда, оправдание асемантического подхода в бихевиористском понимании языка как разновидности поведения человека, определяющегося формулой «стимул — реакция».
- Дистрибутивный анализ как система диагностических приемов членения высказывания на минимально возможные в данном языке сегменты (фоны и морфы), ограничения друг от друга самостоятельных единиц-инвариантов (фонем и морфем)
- Гипотеза «лингвистической относительности» Б. Л. Уорфа (см.: Гипотеза Сепира — Уорфа).

## Другие значения
«Дескриптивным подходом» к языку называют также описание существующей языковой практики, в противовес «прескриптивному подходу» — предписанию правильных языковых форм; см. Языковая норма.
Английский термин descriptive linguistics означает именно описательную (не-предписывающую) лингвистику. Русский термин «дескриптивизм» правильно переводить на английский как American structuralism.